# Гута (Крупський район)
Гута (біл. вёска Гута) — село в складі Крупського району Мінської області, Білорусь. Село підпорядковане Ігрушківській сільській раді, розташоване в східній частині області.